# Альбион (Блейк)
Альбион (Albion)  — персонаж многих литературных и изобразительных произведений Уильяма Блейка. В сложной блейковской мифологии Альбион является древним, первобытным или изначальным человеком. Альбион — великан, вмещающий в себя не только Англию, символом которой он является, но и все народы, всё человечество от его зарождения до конца истории. Это также Богочеловек или Вечный Человек. Убитый Лувой (князем Любви и правителем мира эмоций) он спит мёртвым сном.  Падение Альбиона приводит к разделению его на Четыре Зоа: Уризена, Тармаса, Луву и Уртону (Разум, Страсть, Чувство и Инстинкт), которые  вступили в войну друг против друга, а также против него самого.

## Истоки блейковского Альбиона
Альбион (Albion, от греч. Ἀλβιών) — древнее и мифологическое название имени острова Британия, наименование Англии бывшее в употреблении у древних греков и римлян. Слово происходит, вероятно, от “albus” (белый) и намекает на белые скалы Дувра. Однако по другим источникам, это слово прото-кельтского и даже прото-индо-европейского происхождения. В мифологической истории основания Британии  Альбион был гигантским сыном Посейдона, морского бога древних греков. По легенде Альбион был убит Гераклом. Считалось, что гигант Альбион покорил британский остров, назвавшего его своим именем и правил там за 1100 лет до вторжение на остров Юлия Цезаря. В «Хрониках» Холиншеда (1577) классический Альбион отождествлён с местным гигантом, убитым троянцем Брутом.

## Альбион в произведениях Блейка
У Блейка в его ранней пьесе «Король Эдуард Третий» из «Поэтических Набросков» рассказывается о троянцах, которые, высадившись на скалистый берег Альбиона, называли его «матерью». Также и в «Прологе к королю Иоанну» Блейк употребляет слово Альбион в женском роде, говоря о том времени, «когда пятнает Тирания грудь прекрасной Альбионы в крови её сынов».
Виктор Жирмунский писал: «Образ Альбиона (Англии) становится у Блейка мифологической аллегорией человечества, подавленного общественным гнетом и насилием и властью над человеком материальной действительности и воскресающего после тысячелетних мук к новой, счастливой и свободной жизни. На зеленых лугах Альбиона, согласно пророчеству Блейка, будет воздвигнут „новый Иерусалим“ — социальная утопия будущего царства равенства и справедливости:
Мой дух в борьбе несокрушим,
Незримый меч всегда со мной.
Мы возведем Ерусалим
В зелёной Англии родной.»

### Четыре Зоа
Однако в более поздних блейковских сочинениях Альбион — это «Вечный Человек», прародитель Человечества. После своего падения, в течение всей человеческой истории вплоть до Страшного суда, он спит, отдав перед тем  бразды правления Уризену. Так в поэме «Вала, или Четыре Зоа» (1795—1804) говорится об Альбионе живущем в небесном Эдеме (или Вечности) в качестве члена божественной семьи Бессмертных,  вместе составляющих «Единого Человека», или Христа. В Альбионе, как и в любом другом человеке, живут и действуют четыре Зверя или Зоа (что по гречески означает «живые твари»). Эти Четыре Зоа (The Four Zoas)  части Тетраморфа (греч. τετραμορφος — четырёхвидный) — четыре крылатых существа, описанные в видении пророка Иезекииля, единые, с четырьмя лицами (человека, льва, быка и орла), а также в Откровении Иоанна Богослова, явившиеся повествователю в образе «четыре животных», сторожащих четыре угла Трона Господа и четырёх пределов Рая. Блейк называет их следующими именами: Уризен (Urizen) — разум Человека; Лува (Luvah) — его страсти, эмоции; Тармас (Tharmas) — его тело, чувства и ощущения; Уртона (Urthona) — его инстинкт, интуиция, воображение.
Eдинство этих четырёх Зоа было нарушено, когда Человек стал пассивным и отошёл от Эдема. Отделившись от Человека, четыре Зоа вступили в войну друг с другом. Уризен и Лува (разум и страсти Человека) спорили за абсолютную власть, при этом Уризен отказался служить Человеку, а Лува соблазнил Человека своей эманацией Валой — олицетворением Природы. Тармас и Уртона (телесное и интуитивное) также вступили в конфликт. Оказавшись в состоянии упадка, четыре Зоа увлекли за собой и Человека. Все они отделились от своих эманаций, и произошло так называемое «падение» Человека, означающее отступление от единства, уход в отчуждение и мертвенность материального мира. Древний Человек засыпает и спит в течение всей истории человечества вплоть до Страшного Суда. Защитником Древнего Человека становится Лос/Уртона, а его спасителем — Иисус.
В поэме «Иерусалим, Эманация Гиганта Альбиона» (ок. 1804–1820) рассказывается история падения гиганта Альбиона в состояние Эгоизма (или Самости). Во вступлении описано странствование Лоса в внутреннюю часть Альбиона и преображение человечества путём прощения грехов. В первой сцене Альбион изгоняет Иерусалим и Иисуса, разрушая природу, культуру и свою внутреннюю жизнь. Лос борется со своим Призраком, заставляя его трудиться для восстановления Альбиона.  На берегах Темзы он строит Голгонузу, город искусства и ремёсел, «духовный Лондон», через который можно будет войти в райскую вечность. Рациональный Уризен нападает на Иерусалим, эманацию Альбиона, и обволакивает жизнь разума. Лос борется против этого, перенося Британию на территорию Израиля. Однако его тёмный Призрак заражает его гневом и стыдом, преследует дочерей Альбиона и побуждает воинственных сыновей Альбиона изгнать Иерусалим.  Лос и сонм ангелоподобных Бессмертных пытаются спасти гиганта Альбиона. Призрак Лоса и его эманация показаны как беженцы, спасающиеся от Альбиона и рассказывающие свои версии его падения. Лос вступает вглубь Альбиона, где поклоняются кровожадной Вале (природе). Лос ограничивает чувства Рувима (по Блейку, одного из своих сыновей) пытаясь контролировать его похоть, в то время как Иисус созидает основу для того, чтобы человечество смогло найти прощение. Ангелоподобные Бессмертные (соборные города) стремятся помочь Альбиону, но они тоже оказываются поражены Эгоизмом (Самостью). Лос пробуждает их, но Альбион предпочитает оставаться в плену. Лос продолжает строительство Голгонузы. Когда наступает конец Времени, Божественное Дыхание оживает. Альбион просыпается, и видит, что Лос это Христос, а Христос это Лос. Он бросается в языки пламени Лоса, которые становятся источниками живой воды. Раздробленные Четыре Зоа воссоединяются в войнах любви в Песни Иерусалим. Всё живое становится великой Божественной Плотью.

## Дети Альбиона
Дочери Альбиона впервые упомянуты Блейком в его поэме «Видения Дочерей Альбиона» (1873) как английские женщины, притесняемые социальными ограничениями своего времени, которые плачут о своих горестях, мечтая о той свободе, которая предоставлена женщинам Америки. В поэме «Вала или Четыре Зоа» (ок. 1795–1804) Блейк называет Альбиона отцом всего человечества. Однако там же, более конкретно перечислены его 12 дочерей и 12  сыновей. Вот первоначальный список дочерей (ii:61):
1. Гвендолен
2. Раган
3. Сабрина
4. Гонорилья
5. Мегетавеель
6. Корделла
7. Бодицея
8. Конвенна
9. Эстрильда
10. Гвинифред
11. Игнодж
12. Кэмбел

В более поздней поэме «Иерусалим, Эманация Гиганта Альбиона» (1804-1820) этот список повторен с заменой Бодицеи на Гвиниверру и в изменённой последовательности: Кэмбел, Гвендолен, Конвенна, Корделла, Игнодж, Гвиниверра, Гвинифред, Гонорилья, Сабрина, Эстрильда, Мегетавеель и Раган. Большинство из этих имён заимствовано из книг по истории Британии Джеффри Монмутского и Джона Мильтона. В основном это неудачливые королевы, военачальницы, соблазнительницы, любовницы, ревнивые жёны, несчастные дочери, незаконные дети. Они названы здесь «двенадцатью дивными эманациями Альбионовых Сынов». Дщери Альбиона у Блейка — мифические персонажи,  управляющие «в каждой груди вегетативными силами» т. е. жизненными функциями человеческого организма. Они живут в наших пищеварительных и репродуктивных органах. Они трудятся на «ткальнях», на которых ткут «тело» — одеяние нашей души — являющееся только видимой и внешней частью разума или рассудка. Всё, что принадлежит области чрева, лона или чресел не может быть скрыто от дщерей Альбиона. Их видения — это видения «Глаз Чрева», но не «Глаз Головы» или «Глаз Сердца». Они представляют собой женские желания, своими чарами они внушают ярость воинам, идущим в битву.
Там же даётся перечень 12 сыновей Альбиона:
1. Хэнд
2. Хайл
3. Кобан
4. Гуанток
5. Пичи
6. Бреретон
7. Слэйд
8. Хаттон
9. Скофилд
10. Кокс
11. Котоп
12. Боуэн

В этом списке перечислены имена врагов и недругов Блейка: Хэнд — Ли Хант (или его брат Роберт Хант); Хайл — Уильям Хэйли; Джон Кванток, Джон Пичи, Уильям Бреретон — члены магистрата на судебном процессе о государственной измене против Блейка; Хаттон — лейтенант Халтон, выступавший в поддержку обвинения; Скофилд и Кокс — солдаты Сколфилд (или Шолфилд) и Кок; Боуэн — вероятно, Томас Бартон Боуэн, член суда. Имена Кобана, Слэйда и Котопа не расшифрованы. Когда Альбион впал в смертельный сон, его сыновья «вышли из его груди». Они олицетворяют собой чувства и эмоции Альбиона, состояния его «центра» или сердца. «Звёздные колёса» сыновей Альбиона (см. илл. выше) представляют материализм их мышления и соответственно механистическую ньютоновскую вселенную. «Ульро, — пишет Блейк, — это пространство ужасных звёздных колёс сыновей Альбиона».
В книге «Вала, или Четыре Зоа» (1795—1804) говорится, что в «падшем» или «нижнем» мире сыном Альбиона и Валы (Природы) является Уризен, князь Света.